# 名探偵コナン ホームズの黙示録
- 名探偵コナン > 名探偵コナンの漫画エピソード一覧 > 名探偵コナン ホームズの黙示録
- 名探偵コナン > 名探偵コナン (アニメ) > 名探偵コナンのアニメエピソード一覧 > 名探偵コナン ホームズの黙示録

『名探偵コナン ホームズの黙示録』（めいたんていコナン ホームズのもくしろく）は、漫画『名探偵コナン』の通算217番目の事件。

## 概要
小学館の漫画雑誌『週刊少年サンデー』の2010年8月18日発売の36号から同年10月27日発売の46号で連載され、総話数は全10話に及ぶ。各話は『名探偵コナン』の単行本のうち、日本で2011年2月18日発売の71巻と、同年6月17日発売の72巻にそれぞれ収録されている。そのほとんどの話が収録されている71巻は、2011年上半期によく売れた漫画ランキングの21位となった。
アニメ版『名探偵コナン』では、616話 - 621話として作られ、日本テレビ系列で2011年5月21日から同年6月25日まで放送された。これら6つのエピソードすべては、それぞれの話を含む週の日本のテレビアニメ視聴率6位を記録している。この事件では、主人公の江戸川コナンがロンドンを訪れ、爆弾事件に巻き込まれる様子を描く。

## ストーリー
江戸川コナン、毛利蘭、毛利小五郎は、イギリスの富豪ダイアナ・キングストンのネコを見つけたお礼として、イギリスの旅行をさせてもらえることとなる。だが、江戸川コナンなる人物は実在しないため、当然パスポートも作れない。そのためコナンは灰原哀にAPTX4869の解毒剤を2つ貰い、工藤新一の姿で入国審査をパスすることにする。薬の効果が切れた後で、コナンは蘭、小五郎と合流し、シャーロック・ホームズ博物館を訪れる。そこで蘭は新一に電話をかけ、コナンは蝶ネクタイ型変声機でこれに応じるも、彼の冷たい態度に思わず取り乱す。その少し後に、コナンはアポロ・グラスという少年がホームズを捜しているのを耳にする。コナンは自らをホームズの弟子だと紹介し、アポロと仲良くなる。アポロは、とある男に、誰かの運命を分ける暗号が書かれた紙を渡されたと話す。その頃、蘭はプロテニス選手でアポロの姉であるミネルバ・グラスと出会う。ミネルバはテニス用語で「ラブは0」であることに掛けて、新一への恋を諦めるように言う。蘭は新一に電話することにするが、そのとき、コナン（=新一）は暗号が解け、ビッグ・ベンのそばにいた。蘭はコナンに迫っていくが、コナンは正体を隠し通すために、帰国用のAPTX4869解毒剤を使用してしまう。新一が何か隠していると信じて疑わない蘭は傷つき、ミネルバの言葉を繰り返す。新一はついに蘭への想いを告げ、何事も0から始まるとミネルバの言葉を非難する。
翌日、例の男は暗号の紙をロンドンで配った。その男はハーデス・サバラという逃走中の国際的な連続殺人犯だった。コナンは暗号を次のように解読する。
- "A rolling bell rises me"[訳注 1]はビッグ・ベンを意味している。
- "My portion is like a chilled boiled egg like a corpse"[訳注 2]はシティ・ホールを暗示している。
  - そこで蘭と小五郎は "Mazarin Stone"[訳注 3]と刻まれた人形を発見する。『マザリンの宝石』のように、蘭が人形の頭を取ってみるたところ、首の付根に "T" の文字を見つける。
- "I finished up with a whole pickle"[訳注 4]はガーキン（30セント・メリー・アクス）へ導いている。
  - そこで蘭たちは Dancing Men[訳注 5]と刻まれた傷だらけのペンを発見する。『踊る人形』と同じように、上下のふたの傷が合うところを合わせると、Nの字が現れる。
- "It rings again for my hatred"[訳注 6]は、ビッグ・ベンのすぐ横にあるウェストミンスター橋を意味している。
  - 橋の上で、蘭たちはValley of Fear[訳注 7]と書かれた排水口を発見する。『恐怖の谷』のように、テムズ川の中に沈められた糸を引っ張ると、Aと刻まれた排水口のふたが出現する。
- "Now I remember to ask a cake to celebrate in advance"[訳注 8]はセント・ブライド教会（英語版）への誘導である。
  - そこでホームズの話の1つ『ボヘミアの醜聞』の原題 (A Scandal in Bohemia) が書かれた封筒を女性から渡される。封筒を濡らすと、S1つだけが残る。
- "I'm a long nosed wizard in a castle"[訳注 9]は、エレファント&キャッスル駅へ誘導している。
  - Identityと書かれた鞄を持っている男を発見する。『花婿失踪事件』 (A Case of Identity) のように、男のズボンをまくると、裏にUと書かれていた。
- "It tells me to finish everything piercing a white back with two swords"[訳注 10]は、双剣のロゴの陶磁器店を意味している。
  - その店の看板に、毎日文字の書かれたベルの飾りを付けられて困っていたと、店員が話す。『緋色の研究』のように、緋色の糸を引くと、Rが刻まれたベルが付いていた。

文字を並び替えると、Saturn、つまり土曜日を意味していると分かる。更に、各文字が発見された場所を地図で繋ぎ合わせると、テニスのラケットが浮かび上がり、ウィンブルドン選手権のことだと判明する。
コナンたちはウィンブルドンの試合中にオールイングランド・ローンテニス・アンド・クローケー・クラブに入る。ミネルバはコートに "help" の点字になるようにサーヴする。コナンは彼女に向かってメッセージを解読したといった意味の言葉を、ミネルバ以外には分からぬように叫ぶ。その返事に、ミネルバはハーデスが試合終了時にミネルバの母ジュノ・グラスを爆弾で殺害しようとしていると伝える。コナンは、ハーデスがいるのは、爆発の瞬間が撮影可能である真反対の席であろうと推理する。コナンは偶然にも両親である工藤優作・有希子夫妻を発見し、ハーデスの確保に協力してもらう。そのときに両親から帰国用の解毒剤をもらう。ハデスの捕獲後は、ミネルバは試合に集中し、見事勝利する。コナンたちの帰国前に、蘭はミネルバと話し、新一の言葉を繰り返す。ミネルバは、全てが0から始まると認める。

### 訳注
ここで挙げる7つの暗号文の訳はテレビアニメ版第1話の公式サイトの説明文より引用している。
1. ↑  「轟く鐘の音で私は目を覚ます」
2. ↑  「腹ごしらえは死体のように冷たくなったゆで玉子」
3. ↑  『マザリンの宝石』
4. ↑  「仕上げにピクルスを丸かじりすれば十分だ」
5. ↑  『踊る人形』
6. ↑  「再び鳴る鐘の音が私の憎悪を搔き立てる」
7. ↑  『恐怖の谷』
8. ↑  「そうそう、祝いのケーキを注文しておこう」
9. ↑  「私は城に住む鼻の長い魔法使い」
10. ↑  「全てを終わらせろ…白い背中を2本の剣で貫いて」
11. ↑  サトゥルヌスの英語読みであるサターンのこと。

## 登場人物

### レギュラーキャラクター
- 江戸川コナン - 高山みなみ
- 工藤新一 - 山口勝平
- 毛利蘭 - 山崎和佳奈
- 工藤有希子 - 島本須美
- 工藤優作 - 田中秀幸
- 阿笠博士 - 緒方賢一
- 毛利小五郎 - 小山力也
- 灰原哀 - 林原めぐみ
- 榎本梓 - 原作のみ登場[注 1]

### ゲストキャラクター
ミネルバ以外は、名前のうちの青文字になっている部分でキャラクター名の由来である神話中の神についての説明があるWikipediaのページにリンクしている（ミネルバは記述の中で同じようにリンク）。

#### テニス関係者
ミネルバ・グラス (Minerva Glass)
声 - ルミコ・バーンス
22歳。世界ランクNo.1のプロテニス選手で、通称「芝の女王」。父親が事故死し、母親のジュノは失明したため、現在はグラス家の大黒柱。日本語を話せる。
アレスと自身の関係から、新一との恋に悩んでいた蘭に対し、「ラブは0（ゼロ）」とテニスに引っかけて一度はあきらめるように言うが、この「ラブは0」というキーワードは新一が蘭に想いを告白させる役割を果たし、後の『コナン』本編の展開にも大きな影響を与えることとなった。
名前の由来である「ミネルバ」（ラテン語: Minerva）とは、詩・医学・知恵・商業・製織・工芸・魔術を司るローマ神話の女神。
アレス・アシュレイ (Ares Ashley)
声 - 細井治
30歳。ミネルバの元コーチであり、元テニス選手。ジュノとも仲が良いため、失明したジュノや忙しいミネルバの代わりにグラス家の事を色々行っている。
デメテル・バウアー (Demeter Bauer)
声 - まるたまり
世界ランクNo.2のプロテニス選手で、ミネルバの対戦相手。
王海麗（ワン・ハイリー）
中国人のプロテニス選手で、準決勝第2試合のミネルバの対戦相手。

#### グラス家
アポロ・グラス (Apollo Glass)
声 - くまいもとこ
8歳。ミネルバの弟。日本語を話せる。
ジュノ・グラス (Juno Glass)
声 - クリステル・チアリ
45歳。ミネルバとアポロの母。目の手術を受けるために日本で暮らしたことがある。根っからのシャーロキアンで、ミネルバにも影響を与えた。

#### その他のキャラクター
ダイアナ・キングストン (Dianna Kingstone)
声 - レイチェル・ワルザー
58歳。ロンドンに住むミステリー好きの女性。喫茶店「ポアロ」に逃げ込んだ飼い猫のビーナスを小五郎が見つけたと思い、お礼にロンドンへ招待する。大金持ちで、その場にいなかった阿笠博士の旅費まで出してくれる優しい性格。
ハーデス・サバラ (Hades Sabara)
声 - 菅原正志
逃亡中の連続殺人犯。母親が昨年7月に心臓病で死亡している。
ヘスティア (Hestia)
ハーデスの協力者で、軍隊崩れの爆弾のプロ。潜伏先を突き止められたことで爆弾で自殺を図ったが、遺体は判別が出来ないほど粉々になっていた。

#### モブキャラクター
- 門番 - マーク・チネリー
- 通行人 - マーク・チネリー、鳥海勝美
- 母親 - クリステル・チアリ
- 子供 - クリステル・チアリ
- 刑事 - マーク・チネリー
- 審判 - レイチェル・ワルザー
- 男 - 中田隼人
- 警備員 - マーク・チネリー
- 解説者 - 中田隼人

## 製作背景
『名探偵コナン』シリーズ原作者の青山剛昌は、2003年にロンドンを舞台とした話を描こうと考えていた。そのために青山は実際にロンドンへ行き、物語に登場する各所を訪れた。訪れなかった場所にはGoogleマップを使用した。旅行中に、作中で重要な場所として使用されたビッグベン付近の電話ボックスとウェストミンスター橋の "Valley of Fear" と刻まれた排水管についてメモしていた。物語製作中に、青山はテキストに英語を取り入れて、困難を表現した。また、作中のプロテニス選手であるミネルバ・グラスは、シュテフィ・グラフを元に創り、コナンが試合中のミネルバに話しかける場面は、1996年ウィンブルドン選手権女子シングルスで、グラフのファンが観客席から試合中の彼女にプロポーズをした場面を元にしたと明かしている。新一の告白は、シャーロック・ホームズの乏しい人間関係力と「厄介な難事件」の言葉を念頭に作った。
物語は小学館の『週刊少年サンデー』に2010年8月18日発売の36号から同年10月27日発売の46号にかけて掲載され、総話数は全10話に及ぶ。個々の話は2011年2月18日と同年6月17日に発売された単行本71巻と72巻に収録されている。

## アニメ化
アニメ『名探偵コナン』では、第616話 - 第621話「ホームズの黙示録」として日本テレビ系列で2011年5月21日 - 6月25日に放送された。後に発売されたDVDでは、2012年3月23日発売の第3巻と同年4月27日発売の第4巻の2巻にまたがって収録されている。
ゲストキャラクターの声優陣にはネイティブ・スピーカーを多数起用し、原作での英語による会話は大半が日本語の字幕を付けた上で英語のまま使用されている。

## 音楽
オープニングテーマ「Don't Wanna Lie」
作詞 - 稲葉浩志 / 作曲 - 松本孝弘 / 編曲・歌 - B'z
2011年4月16日に公開された劇場版第15作『沈黙の15分』の主題歌として書き下ろされた楽曲で、倉木麻衣の「always」以来10年ぶりとなるテレビアニメと映画の両方の主題歌となった。
エンディングテーマ「月夜の悪戯の魔法」
作詞 - DAIGO / 作曲 - AKIHIDE / 編曲・歌 - BREAKERZ

## スタッフ
- 原作 - 青山剛昌
- 企画 - 諏訪道彦
- キャラクターデザイン - 須藤昌朋
- 美術監督 - 東潤一
- 撮影監督 - 小川隆久
- 音響監督 - 浦上靖夫、浦上慶子
- 音楽 - 大野克夫
- 編集 - 岡田輝満
- ストーリーエディター - 飯岡順一
- 色彩設計 - 海鋒重信
- 制作担当 - 藤堂真孝
- プロデューサー - 北田修一、山川剛史
- アソシエイトプロデューサー - 浅井認
- チーフプロデューサー - 諏訪道彦、吉岡昌仁
- 監督 - 於地紘仁
- 構成・絵コンテ - 金﨑貴臣、影山楙倫、大宙征基
- 演出 - 戸澤稔、山崎茂、鎌仲史陽、池田智美、黒田晃一郎、吉村あきら
- 作画監督 - 広中千恵美、かわむらあきお、岩井伸之、石井ゆみこ、宮井加奈、熊田亜輝、山本道隆、大友健一、永野美春
- デザインワークス - 宍戸久美子
- サブキャラクターデザイン - 永野美春
- チーフアニメーター - 牟田清司
- 動画検査 - 谷口昌彦、下山口大、川崎真穂、南波吉江、白川茉莉
- 色指定・仕上検査 - 田中恵梨香、金子直美、楠本麻耶、東海枝和之、佐々木雅人
- 特殊効果 - 林好美、金子直美、三沢恵美香、佐々木雅人
- 美術設定 - 高橋武之
- 美術 - 居垣宏
- 整音 - 山本寿
- 音響効果 - 横山正和、横山亜紀
- 広報 - 竹村麻美、瀬野尾光則
- タイトル - 田上淑子
- 文芸担当 - 小宅由貴恵
- 設定制作 - 下村弘樹
- 制作進行 - 魚田孝浩、西田恒行、原屋哲朗、仲間淳子、坪井大輔、堀江敏明、金田祥成
- アニメーション制作 - 東京ムービー
- 製作 - ytv、東京ムービー

## 反応
物語のほとんどが収録されている単行本71巻は、発売第1週に26万2116冊を売り上げた。2011年5月には52万6693冊に到達し、2010年11月22日から2011年5月22日までの間でよく売れた漫画ランキングの第21位となった。アニメは全て、放映週のアニメ視聴率ランキング第6位となった。収録されたDVD全2巻はそれぞれオリコンチャートに登場した。
Manga-Newsは肯定的にレヴューしており、いくつかの観点で賞賛した。
- プロットと物語は魅力的で、ロンドンの有名な場所をシャーロック・ホームズやウィンブルドン選手権に関連付けて紹介している。
- 敵のハーデス・サバラの人間性。
- 読者が心待ちにしている新一と蘭の恋物語。

しかし、新一の告白が時系列的でなく回想で補われている点は良く評価していない。アニメランドは71巻をレヴューし、59巻以来の傑作だと評価している。

## ロンドンからのマル秘指令!
『名探偵コナン ロンドンからのマル秘指令！』（めいたんていコナン ロンドンからのマルヒしれい）は、テレビアニメ『名探偵コナン』のOVA作品。OVA第15作。2011年に『週刊少年サンデー』の応募者全員サービスとして発売された。『ホームズの黙示録』の外伝エピソード。原作の番外編が描かれた初のOVA作品である。
「マル秘」の正式表記は「」または「㊙︎」である。

### あらすじ（OVA版）
江戸川コナンたちがダイアナ・キングストンの招きでイギリスのロンドンへ出かけている間、灰原哀はコナンに話した通り、吉田歩美の家に泊めてもらっていた。その頃、サングラスを装着した黒服の男は、少年探偵団の写真の中でも、哀が中心に写された写真を数枚眺めていた。
一方、円谷光彦は、姉である朝美の雑誌を整理していた。そこで光彦は、ページの折られた雑誌に目を引かれる。そのページは、グレース・アイハラという少女を特集したものだったのだが、彼女の容姿が哀とそっくりだった。そこで朝美が部屋から出てきて、電話を光彦に渡す。電話の相手は、ロンドン行きの飛行機にいるコナンだった。コナンは急いだ様子で、その日の間哀を阿笠博士の家に近づけないよう依頼する。
光彦は小嶋元太を自宅に招き、コナンの電話のことを話し、グレースの雑誌を見せる。光彦は、グレースと哀が同一人物であると推理する。以前に哀が、母はイギリス人で、アメリカに住んでいたことがあると話したからだ。哀に危険が迫っている可能性を懸念した光彦は、元太とともに歩美の家へ向かう。
哀は、歩美の母が作ったサンドイッチを食べていた。哀がアメリカでよく食べていた、ピーナッツバターとブルーベリージャムのサンドイッチのことを話すと、歩美も食べたがり、2人で米花駅近くのスーパーマーケットへ買いに行くことにする。その後を、黒服の男と元太、光彦が尾行する。
店から出た哀と歩美は、黒服の男と、同じく尾行していた黒服の女に挟まれ、声をかけられる。男がジャケットの内側から何かを取り出そうとしたところを、光彦と元太が止め、やがて騒ぎに気がついた巡査がやってくる。
黒服の2人は芸能プロダクションのマネージャーで、グレースにそっくりな哀をスカウトするために尾行していた。誤解が解けたところで、女は哀と歩美をスカウトするが、哀は断る。
帰り道、元太は阿笠邸に沖矢昴が入っていたのを見たと話す。それを聞いた哀は走って帰宅し、昴に理由を問う。昴は博士から宅配便の受け取りを頼まれていた。中身は、博士が哀に内緒で注文していたピーナッツバターとブルーベリージャムで、コナンが光彦に依頼をしたのは、このことが哀に知られないようにするためだった。結局、5人は工藤邸に入り、昴がサンドイッチを作って食べることとなった。

### 登場人物（OVA版）

#### メインキャラクター（OVA版）
- 江戸川コナン - 高山みなみ
- 工藤新一 - 山口勝平
- 阿笠博士 - 緒方賢一
- 灰原哀 - 林原めぐみ
- 吉田歩美 - 岩居由希子
- 円谷光彦 - 大谷育江
- 小嶋元太 - 高木渉
- 沖矢昴 - 置鮎龍太郎
- 円谷朝美 - 大谷育江

#### オリジナルキャラクター（OVA版）
黒川 耀司
声 - 柴本浩行
芸能プロダクション「TMSエージェント」の男性マネージャー。グレース・アイハラにそっくりな少女（哀）がいると聞き、1ヶ月かけて見つけ出した哀と、一緒に歩く歩美をスカウトするべく尾行する。
清野 千春
声 -  新井里美
芸能プロダクション「TMSエージェント」の女性マネージャー。哀と歩美をスカウトするため、黒川に応援を頼まれた。
グレース・アイハラ (Grace Aihara)
アメリカのテレビドラマで活躍していた少女タレント。容姿が哀にそっくりで、母がイギリス人、父が日本人という点も一致する。だが、現在7歳だと称する哀とは違い、グレースは1年前の雑誌掲載の時点で8歳だった。ピーナッツバターとブルーベリージャムのサンドイッチが好き。
交番の巡査
声 - 田中一成
米花警察署 米花駅前交番に勤務する男性巡査。

### 主題歌（OVA版）
オープニングテーマはない。エンディングテーマは、「ホームズの黙示録」と同じく「月夜の悪戯の魔法」。

### スタッフ
- 原作 - 青山剛昌
- エグゼクティブプロデューサー - 横田清
- 脚本 - 古内一成
- 絵コンテ・演出 - 鎌仲史陽
- キャラクターデザイン - 須藤昌朋
- サブキャラクターデザイン・作画監督 - 佐々木恵子
- 動画検査 - 高橋徳詔
- 色彩設計 - 海鋒重信
- 色指定・仕上検査 - 田中恵梨香
- 特殊効果 - 林好美
- 美術監督 - 阿部幸恵
- 美術設定 - 高橋武之
- 撮影監督 - 小川隆久
- 編集 - 岡田輝満
- 音楽 - 大野克夫
- 音響監督 - 浦上慶子
- 音響効果 - 横山正和
- ミキサー - 山本寿
- アシスタントミキサー - 村越直
- タイトル - 田上淑子
- 制作進行 - 小松恵太
- プロデューサー - 小林弘明
- チーフプロデューサー - 吉岡昌仁
- アニメーション制作 - 東京ムービー
- 監督 - 於地紘仁
- 製作 - 小学館、トムスエンタテインメント